# Oleg Alexejewitsch Bogomolow

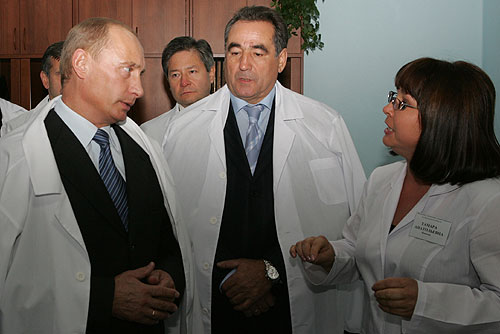
Oleg Alexejewitsch Bogomolow, 2006

Oleg Alexejewitsch Bogomolow (russisch Олег Алексеевич Богомолов; * 4. Oktober 1950 in Petuchowo, Oblast Kurgan, RSFSR, UdSSR) ist ein ehemaliger sowjetischer bzw. russischer Politiker.

## Leben
Bogomolow schloss 1967 die Schule in Petuchowo und 1972 das Institut für Maschinenbau in Kurgan ab und arbeitete danach in einer Kurganer Fabrik. Bogolow trat der KPdSU im Jahr 1977 bei. 
Von 1981 bis 1987 war Bogomolow Referent der Propagandaabteilung der KPdSU im Regionalkomitee der Oblast Kurgan. Anschließend war er bis 1988 zweiter Sekretär der KPdSU im Bezirkskomitee Oktjabrski von Kurgan.
Im März 1990 stieg Bogomolow zum Vorsitzenden des Volksabgeordnetenrates der Provinz Oktjabrski auf und wurde zum Abgeordneten des Volksabgeordnetenrates der Oblast Kurgan gewählt. Von 1994 bis 1996 war er Vorsitzender der Regionalduma von Kurgan.
1996 wurde Bogomolow zum Gouverneur der Oblast Kurgan gewählt.  2004 trat Bogomolow der kremlnahen Partei Einiges Russland bei. 2014 trat er als Gouverneur der Oblast Kurgan zurück.
Nach dem Rücktritt als Gouverneur wurde er im Mai 2014 zum Berater des Vorstandsvorsitzenden der staatlichen russischen Landwirtschaftsbank und zum Mitglied des Aufsichtsrats ernannt. Nach der Wiederwahl 2019 legte er seine Position bei der Bank im Juli 2021 nieder.

## Auszeichnungen (Auswahl)
- Ehrenzeichen der Sowjetunion (1981)
- Orden der Freundschaft (1999)